# Вторинний сектор економіки
Вторинний сектор економіки — галузі економіки, що створюють закінчений, готовий до споживання продукт. До вторинного сектора належать будівництво і виробництво.
Вторинний сектор здебільшого використовує як вихідний матеріал продукт первинного сектора і виробляє на основі цієї сировини продукт, призначений для споживання, продажу або використання в інших галузях. Підприємства вторинного сектору зазвичай споживають багато енергії або палива й потребують складних машин.